# Каза Бјађи (Маса-Карара)
Каза Бјађи је насеље у Италији у округу Маса-Карара, региону Тоскана.
Према процени из 2011. у насељу је живело 7 становника. Насеље се налази на надморској висини од 872 м.